# Shinee World II
Shinee World II (promovida como SHINee CONCERT "SHINee WORLD II") é a segunda turnê da boy band sul-coreana SHINee. A turnê, viajou por diferentes cidades em toda a Ásia, começou em Seul, em 21 de julho de 2012.

## Historia

### Seul
Em 21 e 22 de julho de 2012 Shinee realizou seu segundo show no Olympic Gymnastics Arena para mais de 20 mil pessoas.

### Taiwan
Shinee deixou seus fãs radiantes com um concerto de sucesso em Taiwan. Ao longo de dois dias, em 15 e 16 de setembro, Shinee realizou seu segundo concerto em Taipei Arena, para 18 mil fãs.

### Hong Kong
Shinee realizou um concerto bem sucedido em AsiaWorld Arena, em 27 de outubro para 10 mil pessoas.

### Singapura
Em 8 de dezembro, Shinee realizou um concerto no Estádio Interior de Singapura.

## Set list
1st Set: Intro
- "Lucifer" (Remix)
- "Amigo" (Rock)
- "Juliette"
- "The Shinee World" (Rock)
- "Always Love" (versão japonesa)
- "Hello"
- "Replay"

2nd Set: Solos
- "Turn Up The Music" (Chris Brown) – Minho
- "I Won't Give Up" (Jason Mraz)" e "Passionate Goodbye (뜨거운 안녕)" (Toy ft. Lee Jee Hyeong) – Onew
- "Get Up!" (Korn feat Skrillex) – Taemin
- "Hair / Judas"  (Lady Gaga)  – Key
- "Internet Wars" (Seo Taiji) – Jonghyun feat Taemin

3rd Set
- "Seesaw" (versão coreana)
- "Sherlock"
- "Love Like Oxygen"
- "The Reason"
- "Amazing Grace"
- "Hyeya (Y Si Fuera Ella)" – Jonghyun
- "Tie A Yellow Ribbon"
- "A-Yo!"
- "JoJo"

Final Set
- "Stranger"
- "Ready or Not"
- "Ring Ding Dong" (Hard Rock Remix)
- "To Your Heart" (versão japonesa)
- "Lucifer" (High Part)
- "The Name I Loved"

Encore
- "Bodyguard"
- "Stand By Me"
- "Life"

## Datas
| Data                   | Cidade    | País          | Local                         |
| ---------------------- | --------- | ------------- | ----------------------------- |
| 21 de julho de 2012    | Seul      | Coreia do Sul | Olympic Gymnastics Arena      |
| 22 de julho de 2012    | Seul      | Coreia do Sul | Olympic Gymnastics Arena      |
| 15 de setembro de 2012 | Taipei    | Taiwan        | Taipei Arena                  |
| 16 de setembro de 2012 | Taipei    | Taiwan        | Taipei Arena                  |
| 27 de outubro de 2012  | Hong Kong | China         | AsiaWorld-Arena               |
| 8 de dezembro de 2012  | Singapura | Singapura     | Estádio Interior de Singapura |